# Henrik II., kralj Kastilje
Henrik II. (13. siječnja 1334. – 29. svibnja 1379.), prije krunidbe poznat i kao Henrik Trastámara, je prvi vladar Kastilije iz dinastije Trastámara. Vladao je od 1369. do 1379. kao kralj Kastilje i Leona. 

## Biografija
Rođen je kao sin kralja Alfonsa XI. i njegove ljubavnice Leonor de Guzmán. Njegov polubrat je bio kralj Petar I. Kastiljski. Henrik je udaljio Petra od trona prvi put 1366. godine, ali se Petar vratio na vlast već sljedeće godine. Henrik je zatim opet, u bitci kod Montiela, pobijedio i pogubio Petra 1369. godine. Novi kralj Kastilje objavio je rat Portugalu i Engleskoj te tako sudjelovao u Stogodišnjem ratu. Veći dio svoje vladavine morao se boriti s Johnom od Gaunta, sinom Eduarda III. Engleskog, koji je želio na kastiljski tron postaviti svoju drugu suprugu, Konstancu, kćerku Petra I.

## Brak
Dana 27. srpnja 1350. godine, Henrik je oženio Ivanu Manuel, koja mu je 1358. godine rodila sina Ivana. 

## Antisemitizam
Henrik II. je počeo s izgonima španjolskih Žídova i muslimana. Doveo je do kraja miran i skladan život stanovnika pred-španjolskih kraljevstava. Sto godina kasnije, kada na prijestolje dođe njegova praprapraunuka Izabela I., novonastala Inkvizicija u potpunosti "čisti" Pirinejski poluotok od semitskih naroda.